# Girolamo Bernerio

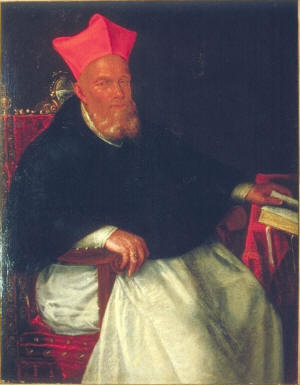
Kardinal Girolamo Bernerio OP (Porträt eines unbekannten Künstlers – 17. Jahrhundert)

Girolamo Bernerio OP (* 1540 in Correggio, Emilia-Romagna; † 5. August 1611 in Rom) war Bischof des Bistums Ascoli Piceno und Kardinal der Römischen Kirche.

## Leben
Der Sohn des Pietro Bernerio und der Antonia Doria war verwandt mit den Kardinälen Scipione Cobelluzzi, Francesco Cennini de Salamandri und Desiderio Scaglia.
Er trat in den Orden der Dominikaner ein, studierte Theologie und Philosophie. Dem Konvent von Cremona zugehörig, war er theologischer Berater des dortigen Bischofs und Kardinals Niccolò Sfondrati und wurde Inquisitor für Genua. Schließlich Prior des Dominikanerklosters Santa Sabina in Rom geworden, ernannte ihn der Papst am 22. August 1586 zum Bischof von Ascoli Piceno ernannt. Die Bischofsweihe spendete ihm in der römischen Basilika Santi XII Apostoli am 7. September 1586 Kardinal Giulio Antonio Santorio; Mitkonsekratoren waren Giulio Masetti, Bischof von Reggio Emilia, und Ottaviano Paravicini, Bischof von Alessandria.
Papst Sixtus V. erhob Benerio im Konsistorium vom 16. November 1586 zum Kardinal und ernannte ihn Kardinalpriester, worauf er als solcher am 14. Januar 1587 die Titelkirche San Tommaso in Parione erhielt. Seit dem 8. November 1589 mit der Titelkirche Santa Maria sopra Minerva versehen, war er zugleich Protektor des Ordens der Serviten. An den Konklaven von 1591 und 1592 nahm er teil und wurde am 17. Juni 1602 Kardinalpriester von San Lorenzo in Lucina. Am 16. Juni 1603 zum Kardinalbischof von Albano erhoben, resignierte er auf das Bistum Ascoli Piceno noch vor dem 7. Januar 1605. Nachdem er am ersten Konklave des Jahres 1605 (Wahl von Leo XI.) sowie am zweiten Konklave desselben Jahres (Wahl von Paul V.) teilgenommen hatte, wurde er am 7. Februar 1607 Kardinalbischof von Porto und Santa Rufina und Subdekan des Kardinalskollegiums.
Girolamo Bernerio war der Konsekrator der Bischöfe Tadeo O’Farrell Mac Eoga und Claudio Rangoni sowie des Erzbischofs Galeazzo Sanvitale.
Begraben wurde der Kardinal in der Kirche Santa Sabina auf dem Aventin in Rom, in der von ihm gestifteten Kapelle San Giacinto.